# FREMO

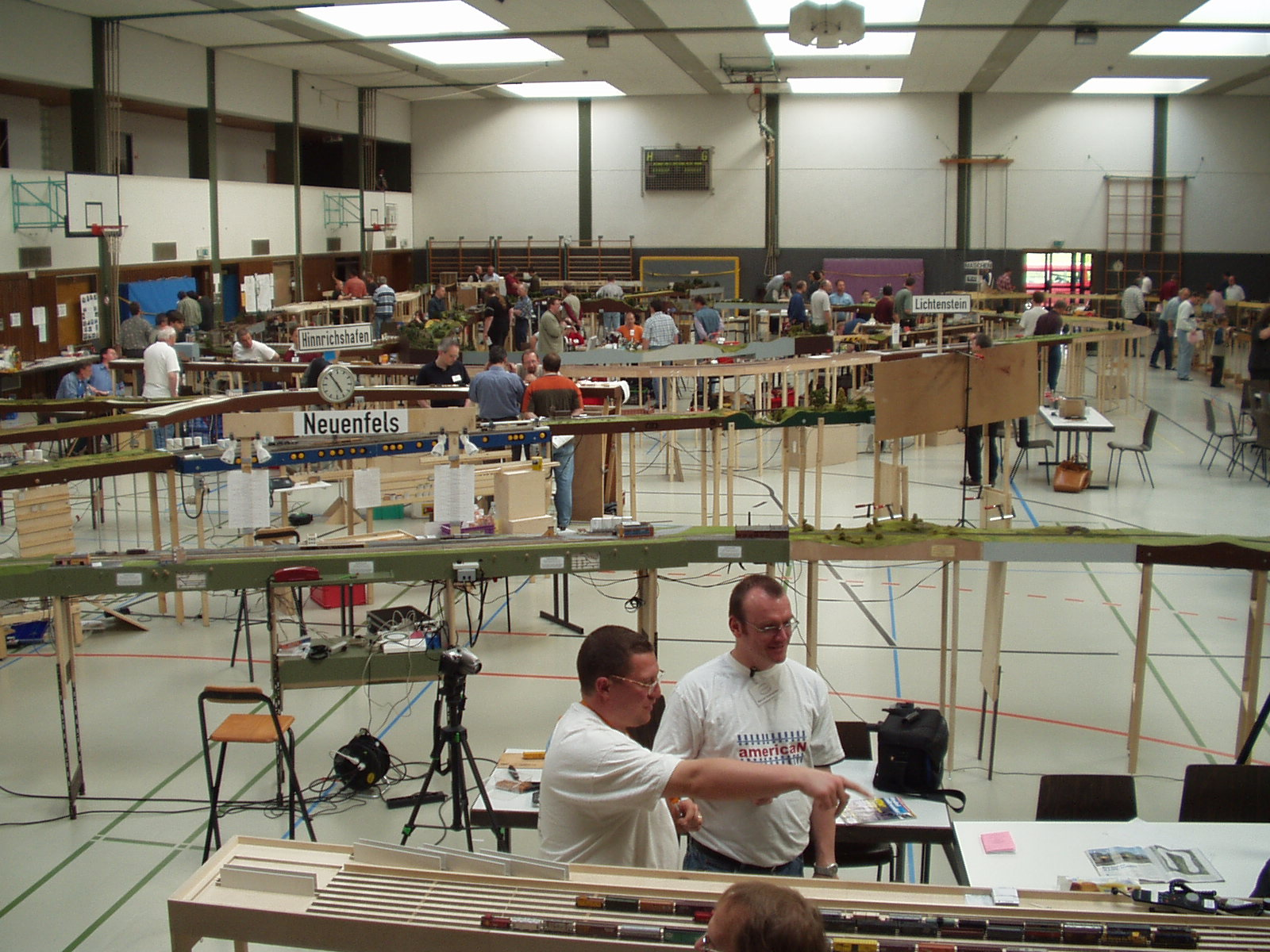
Sestavené modulové kolejiště na setkání modelářů v německém městě Calw

FREMO (z německého Freundeskreis Europäischer Modellbahner) je systém stavby modulových kolejišť. Jednotliví modeláři si vytvoří své úseky (moduly) a ty se pak díky přesně definovaným styčným profilům (bočním stranám dílů) vzájemně spojí a vytvoří rozsáhlejší kolejiště. Základ tohoto systému vznikl v osmdesátých letech 20. století, ale v České republice se začal uplatňovat až na počátku 21. století. Díky systému modulů je možné u stavěného kolejiště měnit jeho tvar i proporce.
Koncepce modulového kolejiště snižuje v porovnáním s úplným modelem kolejiště jeho prostorové nároky. Lze jej tak snadněji uskladnit tak, aby se na něj neprášilo a aby neblokoval místnost. Navíc je modul postaven za kratší čas, než celé kolejiště, a i jeho finanční náročnost je nižší. Jednotliví stavitelé modulů si mohou zvolit obtížnost a technickou náročnost bez ohledu na ostatní tvůrce. Méně zdatní tak nemusí budovat stanice, ale mohou do výsledného modelu přispět jednodušším modulem s traťovým úsekem.
V České republice se konají setkání modelářů například v jihomoravském Hluku, kam se v roce 2014 sjeli modeláři i ze zahraničí, a sice z Rakouska, Německa, Polska, Slovenska či Nizozemsku.